# 카짐 압둘라킴
카짐 압둘라킴(Kázím Abdulakim)은 제1차 세계 대전에 참전한 루마니아 육군 소위로서, 생년은 알 수 없고 1917년 머러셰슈티 전투에서 전사했다. 그는 이름에서도 대강 추측할 수 있듯이 당시 루마니아군에서는 몇 안 되는 이슬람 교도였으며 크림 타타르족 출신이었다. 그의 형은 변호사이자 정치인인 셀림 압둘라킴(Selim Abdulakim, 1886년 ~ 1943년)이다.
압둘라킴 이외에도 제1차 세계 대전에 참전한 무슬림 루마니아 장교로서는 레피크 카디르(Refiyîk Kadír, 1878년 콘스탄차 출생 ~ 1929년 12월 20일)가 있는데, 카디르는 종전 시까지 살아남았으며 대령으로 예편하였다.